# 松戸市立六実第三小学校
松戸市立六実第三小学校（まつどしりつ むつみだいさんしょうがっこう）は、千葉県松戸市にある市立小学校。通称は「六三」（むつさん）。

## 概要

### 児童
- 合計 : 414人（13クラス）
  - 1年生 - 70人（2クラス）
  - 2年生 - 68人（2クラス）
  - 3年生 - 62人（2クラス）
  - 4年生 - 71人（2クラス）
  - 5年生 - 78人（3クラス）
  - 6年生 - 65人（2クラス）

2018年（平成30年）5月1日現在

## 校歌
- 作詞 - 三井良尚
- 作曲 - 藤原秀行

## 学校周辺の施設

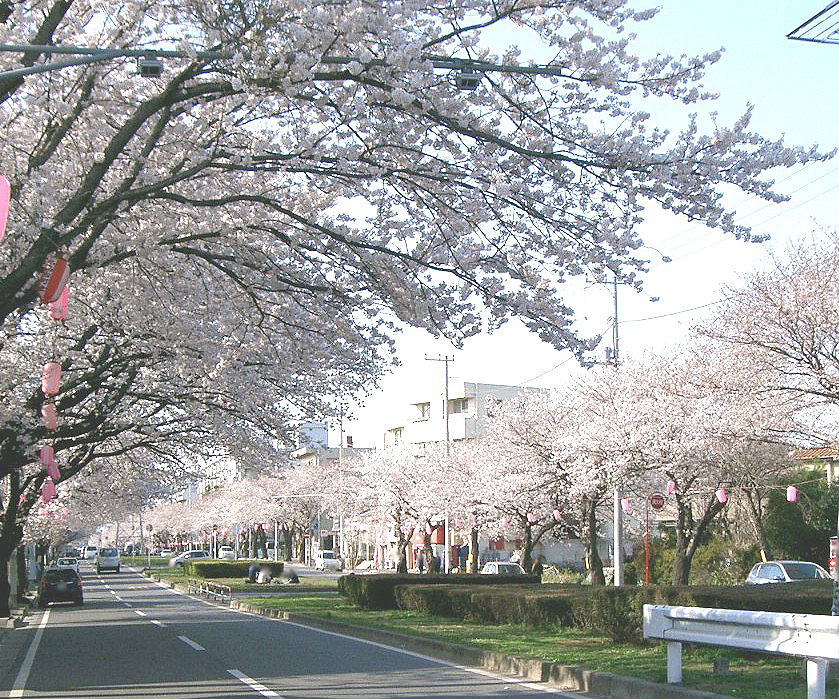
六高台さくら通り（3月下旬）

- 松戸市消防局 六実消防署
- 松戸市役所 六実支所
- 六実市民センター
- 松戸市立図書館 六実支所
- 松戸六高台郵便局
- 神戸物産（業務スーパー.松戸六高台店）
- 千葉県立松戸六実高等学校
- 千葉県立鎌ケ谷西高等学校
- 松戸市立六実中学校
- 松戸市立六実小学校
- 松戸市立六実第二小学校
- 神戸物産（業務スーパー.松戸六高台店）
- しまむら 六高台店
- TSUTAYA 六高台店

## 児童会スローガン
「友情で 笑顔の花咲く 六三小」(2019年度)

## 主な出身者
- 須崎優衣 - レスリング選手